# Компактная костная ткань
Компактная костная ткань (компактное вещество) — один из двух типов костной ткани, формирующих кость. Обеспечивает поддерживающую, защитную функции кости, служит хранилищем химических элементов.
Компактное вещество формирует корковый слой большинства костей. Оно значительно плотнее, тяжелее и прочнее губчатого вещества. Компактная костная ткань составляет около 80 % общей массы человеческого скелета. Первичной структурно-функциональной единицей компактного вещества является остеон.